# Келли, Майкл (архиепископ)
Майкл Келли (англ. Michael Kelly, 13 февраля 1850, Уотерфорд, Ирландия — 8 марта 1940, Сидней, Австралия) — католический прелат, архиепископ Сиднея с 16 августа 1911 года по 8 марта 1940 год.

## Биография
Обучался в Колледже святого Петра в Уэксфорде и Ирландском колледже в Риме. 1 ноября 1872 года Майкл Келли был рукоположён в священника. С 1891 года был проректором Ирландского колледжа и с 1894 года стал его ректором.
20 июля 1901 года Римский папа Лев XIII назначил Майкла Келли титулярным епископом Ахриды и вспомогательным епископом архиепархии Сиднея. 15 августа 1901 года состоялось рукоположение Майкла Келли в епископа, которое совершил кардинал Франческо Сатолли в сослужении с секретарём Конгрегации по канонизации святых и титулярным архиепископом Диомеде Паничи и епископом Непи и Сутри Бернардо Джузеппе Доббингом.
16 августа 1911 года Римский папа Пий X назначил Майкла Келли архиепископом Сиднея. Во время своего управления архиепархией Майкл Келли закончил строительство собора Пресвятой Девы Марии в Сиднее.
26 июня 1926 года получил титул помощника Папского трона и графа Священной Римской империи.
Скончался 8 марта 1940 года в Сиднее.